# Клас точності

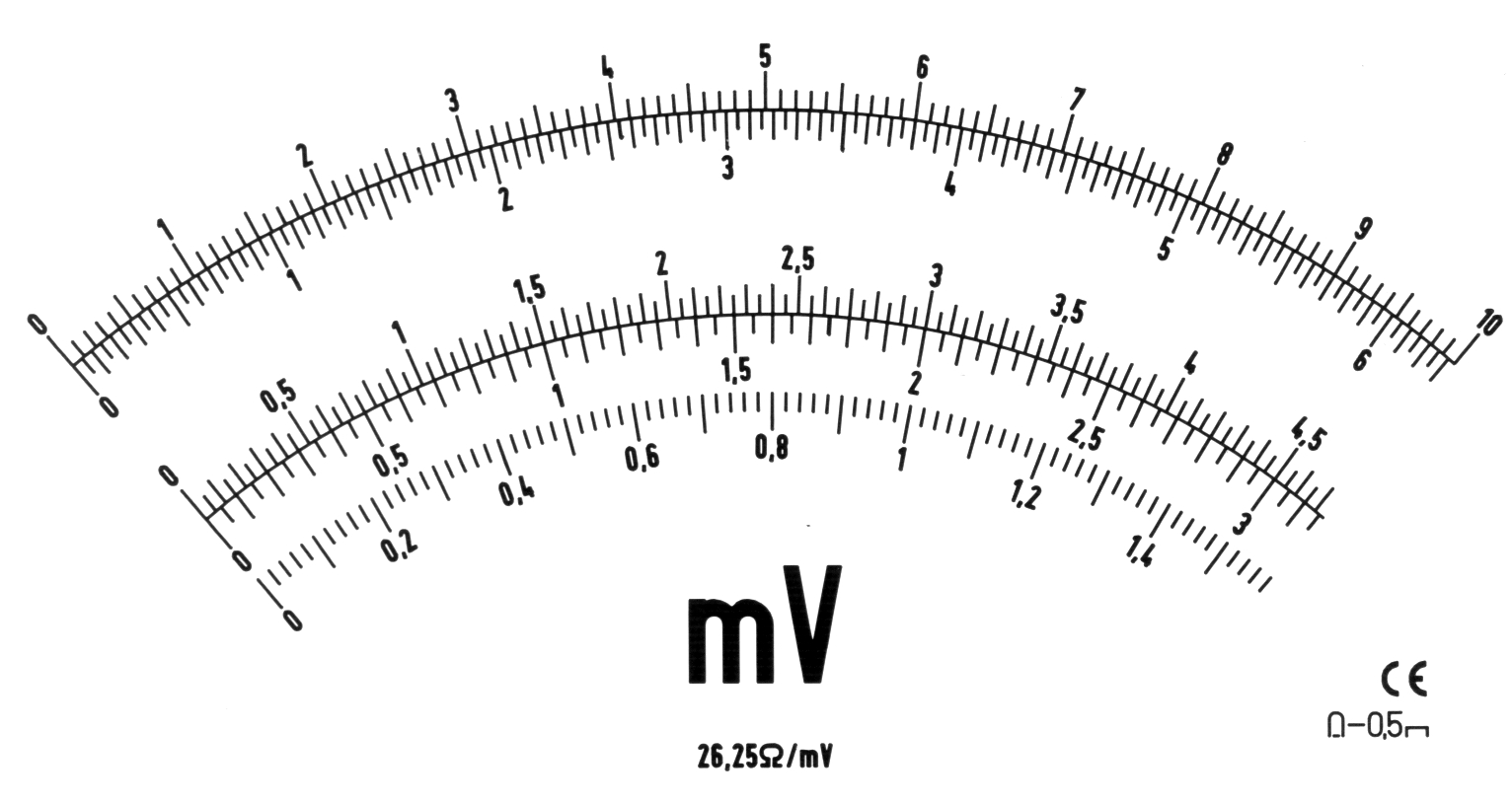
Шкала мілівольтметра з класом точності 0,5 (позначено справа внизу)

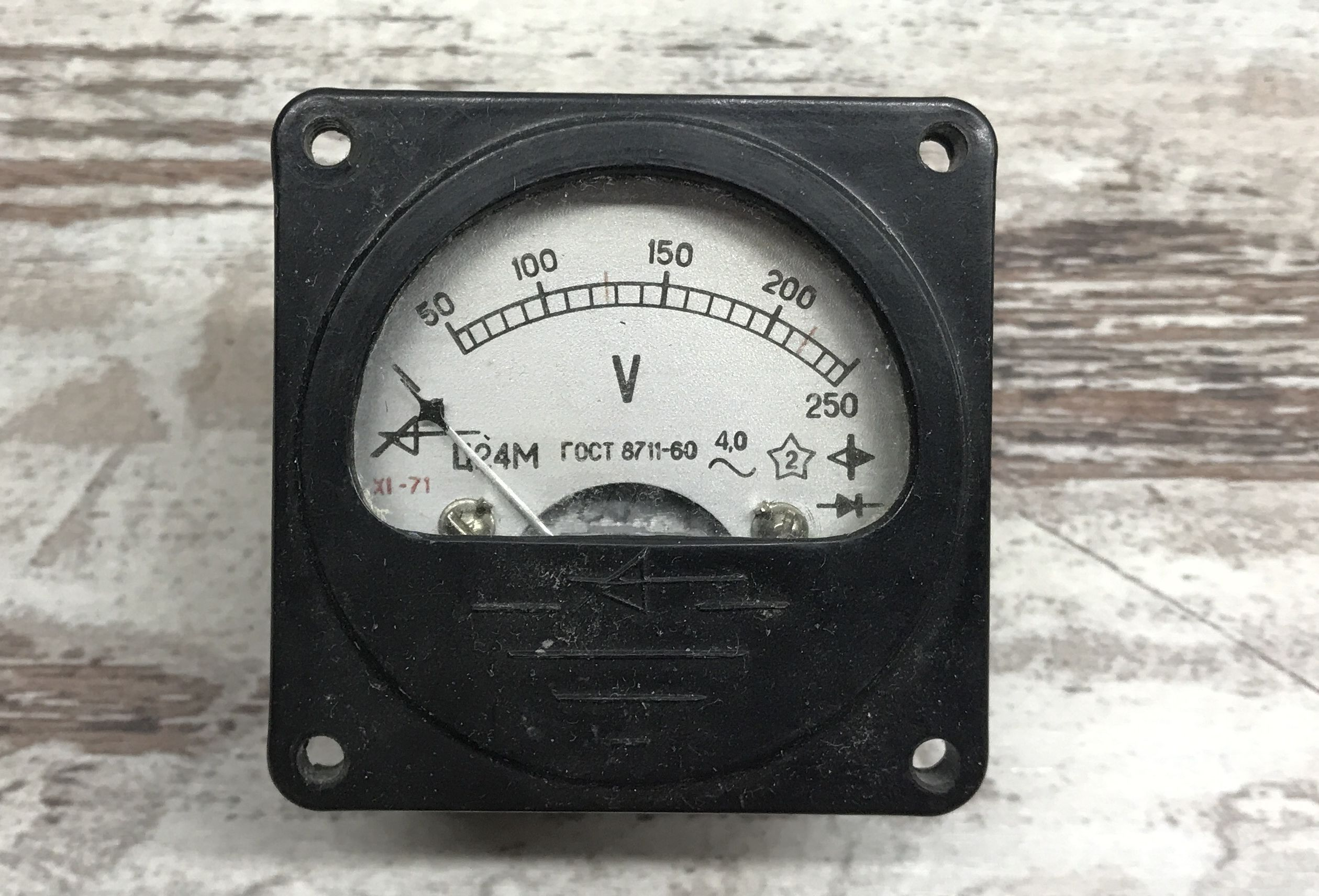
Аналоговий вольтметр 1973 року 4-го класу точності (4.0 над тильдою) без можливості корегування відносного положення стрілки, застосовувався у побутових стабілізаторах напруги масового вжитку.

Клас то́чності (англ. accuracy rating, accuracy class; нім. Genauigkeitsklasse, Meβgenauigkeitsklasse f, Toleranzgruppe f, Präzisionsklasse f, Genauigkeitsklasse f) — це узагальнена характеристика засобу вимірювальної техніки, що визначається границями його допустимих основних і додаткових похибок, а також іншими характеристиками, що впливають на його точність, значення яких регламентуються стандартами на окремі види засобів вимірювань.
Клас точності не є безпосереднім показником точності конкретного засобу, оскільки не визначає його похибку, а дає лише інформацію про граничне значення похибки (нормоване значення), встановлене для ЗВТ даного класу, — за перевищення похибки цього значення він (ЗВТ) є непридатним до застосування. Тобто, серед сукупності приладів одного і того ж класу точності можуть бути досить різноманітні за точністю прилади. 
Основною похибкою називається похибка за нормальних умов роботи приладу (певна температура, нормальне положення приладу, відсутність магнітних і електричних полів тощо). Причинами основної похибки є тертя в опорах рухомої частини приладу, неточність градуювання і нанесення шкали тощо. Робочою частиною у випадку рівномірної шкали є вся шкала, для нерівномірної — від 25 % до 100 % від верхньої межі шкали.
Додаткові похибки вимірювальних приладів, які залежать від зміни температури, частоти струму, положення приладу, впливу зовнішніх магнітних полів та ін., не повинні перевищувати значення класу точності.
Наприклад, якщо манометр з верхньою межею вимірювання 500 кгс/см² має клас точності 2, то це означає, що максимально можлива похибка становить 2 відсотки від 500 кгс/см², що відповідає абсолютній похибці в 10 кгс/см².
Значення класу точності відповідно до стандарту зазвичай написане на шкалі приладів. Залежно від ступеня точності показів вимірювальні прилади поділяються на сім класів, що позначаються відповідно числами: 0,1; 0,2; 0,5; 1,0; 1,5; 2,5; 4,0. Клас точності приладу вказується на його шкалі числом, вміщеним всередині кола. Промислові прилади зазвичай мають наступні класи точності: 0,5; 1,0; 1,5; 2,5; 4,0.
Класи точності цифрових вимірювальних приладів із вбудованими обчислювальними пристроями для додаткової обробки результатів вимірювань слід встановлювати без урахування режиму обробки.
Для встановлення придатності засобу вимірювання він періодично повіряється за допомогою еталонів.  Якщо під час повірки приладу встановлено, що похибка не перевищує встановлене для даного класу точності значення, то засіб визнається придатним для подальшої експлуатації, в протилежному випадку бракується.